# ポーランド社会党
ポーランド社会党（ポーランドしゃかいとう、ポーランド語: Polska Partia Socjalistyczna, PPS）は、19世紀末から第二次世界大戦後のポーランドに存在した社会主義政党である。

## 沿革
1892年に創立。発足当初はロシア領で活動した。独立問題を巡ってポーランド王国・リトアニア社会民主党と論争を交わした。1905年のロシア第一革命で党勢を伸ばしたものの、翌年に左右両派に分裂し、左派は1918年にポーランド・リトアニア王国社会民主党と合同してポーランド共産主義労働者党（25年にポーランド共産党と改称）となった。一方、右派は初め革命派を名乗り、後に「社会党」の名を引き継いだ。
第一次世界大戦中はユゼフ・ピウスツキの独立運動を支持し、1918年の独立後は初代政府に参加した。1919年にはオーストリア領の社会民主党、プロイセン領社会党と合同して議会左翼を形成した。1926年にピウスツキが起こしたクーデターではそれを支持する立場を採ったが、後に撤回し、権威主義的政府に対する主要な野党勢力となった。1939年に勃発した第二次世界大戦下は、抵抗運動に加わると共に、ポーランド亡命政府の一翼を担った。
戦後、社会党は容共派と独立派に分裂し、容共派は1948年にポーランド労働者党（共産党）と合同してポーランド統一労働者党を結成した。一方、独立派は弾圧され、幾人かの指導者が国外に亡命して活動を続けた。その後1987年にリプスキ（Jan J.Lipski）が社会党の再発足を宣言したものの、翌年2月には秘密警察の手先が侵入したとして解散を宣言した。1989年の民主化以後、社会党は単一の政治勢力としての復活はかなわなかったが、民主連合や民主左翼連合などの政党に影響力を有し、1993年の議会選挙でも一定の勢力を保持した。その後、1996年までに段階的に再統一を果たし中道左派の政党連合「民主左翼連合」の一翼を担った。しかし、1999年に民主左翼連合が政党として登録した際には、加わらず国会内で独自の会派を結成した。